# Tuffi ai Giochi della V Olimpiade - Piattaforma alta maschile
La competizione della piattaforma alta maschile di tuffi ai Giochi della V Olimpiade si tenne dal 6 all'11 luglio 1912 a Djurgårdsbrunnsviken, Stoccolma.

## Risultati
La competizione della piattaforma alta maschile consisteva in cinque tuffi, un tuffo con rincorsa e uno da fermo dalla piattaforma da 5 metri e un tuffo da fermo e due con rincorsa dai 10 metri.

### Qualificazioni
Si disputarono 4 serie. I vincitori di ogni serie e i restanti quattro migliori punteggi avanzarono alla finale.
| Pos. | Atleta           | Nazione   | PO  | MPT  |
| ---- | ---------------- | --------- | --- | ---- |
| 1    | Paul Günther     | Germania  | 8   | 36,1 |
| 2    | Torsten Eriksson | Svezia    | 11  | 35,8 |
| 3    | Tauno Ilmoniemi  | Finlandia | 13  | 35,0 |
| 4    | Alfred Johansson | Svezia    | 14  | 34,7 |
| 5    | Nils Tvedt       | Norvegia  | 25  | 31,7 |
| 6    | Elis Holmer      | Svezia    | 31  | 30,2 |
| 7    | Sigvard Andersen | Norvegia  | 32  | 28,6 |
| -    | Viktor Baranov   | Russia    | DNF | DNF  |

| Pos. | Atleta           | Nazione     | PO | MPT  |
| ---- | ---------------- | ----------- | -- | ---- |
| 1    | Johan Jansson    | Svezia      | 5  | 38,3 |
| 2    | George Gaidzik   | Stati Uniti | 13 | 36,2 |
| 3    | George Yvon      | Regno Unito | 17 | 35,2 |
| 4    | Gunnar Ekstrand  | Svezia      | 18 | 35,3 |
| 5    | Arthur McAleenan | Stati Uniti | 20 | 34,9 |
| 6    | Carlo Bonfanti   | Italia      | 32 | 28,5 |
| 7    | Alfred Engelsen  | Norvegia    | 33 | 28,3 |

| Pos. | Atleta            | Nazione   | PO | MPT  |
| ---- | ----------------- | --------- | -- | ---- |
| 1    | Hjalmar Johansson | Svezia    | 7  | 40,1 |
| 2    | Toivo Aro         | Finlandia | 10 | 39,4 |
| 3    | Axel Runström     | Svezia    | 15 | 38,3 |
| 4    | Ernst Brandsten   | Svezia    | 19 | 37,7 |
| 5    | Viktor Crondahl   | Svezia    | 22 | 37,0 |
| 6    | Hans Luber        | Germania  | 27 | 36,2 |
| 7    | Kurt Behrens      | Germania  | 31 | 35,1 |
| 8    | John Lyons        | Canada    | 40 | 32,5 |
| 9    | Jens Stefenson    | Svezia    | 44 | 31,2 |

| Pos. | Atleta           | Nazione   | PO | MPT  |
| ---- | ---------------- | --------- | -- | ---- |
| 1    | Erik Adlerz      | Svezia    | 5  | 39,9 |
| 2    | Oskar Wetzell    | Finlandia | 13 | 33,8 |
| 3    | Kalle Kainuvaara | Finlandia | 14 | 33,2 |
| 4    | Albert Nyman     | Finlandia | 21 | 32,0 |
| 5    | Leo Suni         | Finlandia | 22 | 32,1 |
| 6    | Albert Zürner    | Germania  | 26 | 31,7 |
| 7    | Sven Montan      | Svezia    | 31 | 30,2 |

### Finale
| Pos.    | Atleta            | Nazione   | Punteggi Giudici | Punteggi Giudici | Punteggi Giudici | Punteggi Giudici | Punteggi Giudici | Punteggi Giudici | Punteggi Giudici | Punteggi Giudici | Punteggi Giudici | Punteggi Giudici | Totale | Totale |
| Pos.    | Atleta            | Nazione   | Giudice 1        | Giudice 1        | Giudice 2        | Giudice 2        | Giudice 3        | Giudice 3        | Giudice 4        | Giudice 4        | Giudice 5        | Giudice 5        | Totale | Totale |
| Pos.    | Atleta            | Nazione   | PO               | PT               | PO               | PT               | PO               | PT               | PO               | PT               | PO               | PT               | PO     | MPT    |
| ------- | ----------------- | --------- | ---------------- | ---------------- | ---------------- | ---------------- | ---------------- | ---------------- | ---------------- | ---------------- | ---------------- | ---------------- | ------ | ------ |
| Oro     | Erik Adlerz       | Svezia    | 1                | 42,5             | 1                | 40,5             | 1                | 41,0             | 3                | 38,0             | 1                | 38,0             | 7      | 40,0   |
| Argento | Hjalmar Johansson | Svezia    | 3                | 40,0             | 1                | 40,5             | 3                | 39,5             | 1                | 40,0             | 4                | 36,5             | 12     | 39,3   |
| Bronzo  | Johan Jansson     | Svezia    | 4                | 39,5             | 3                | 38,0             | 2                | 40,5             | 2                | 39,5             | 1                | 38,0             | 12     | 39,1   |
| 4       | Viktor Crondahl   | Svezia    | 2                | 41,0             | 3                | 38,0             | 7                | 34,5             | 4                | 37,0             | 6                | 35,0             | 22     | 37,1   |
| 5       | Toivo Aro         | Finlandia | 5                | 38,0             | 7                | 35,0             | 4                | 38,5             | 7                | 33,5             | 3                | 37,5             | 26     | 36,5   |
| 6       | Axel Runström     | Svezia    | 6                | 37,0             | 3                | 38,0             | 6                | 35,0             | 4                | 37,0             | 7                | 33,0             | 26     | 36,0   |
| 7       | Ernst Brandsten   | Svezia    | 6                | 37,0             | 6                | 36,0             | 5                | 37,5             | 6                | 35,0             | 5                | 35,5             | 28     | 36,2   |
| -       | Paul Günther      | Germania  | DNF              |                  |                  |                  |                  |                  |                  |                  |                  |                  |        |        |